# Teri Hatcher
Teri Lynn Hatcher (Palo Alto, Kalifornia, 1964. december 8. –) Golden Globe-díjas amerikai színésznő. 
Lois Lane-t alakította a több kategóriában is Primetime Emmy-díjra jelölt Lois és Clark: Superman legújabb kalandjai című sorozatban. A Született feleségek című sorozatban Susan Mayer megformálója, alakításáért 2005-ben Golden Globe-díjat kapott.

## Élete és pályafutása
Teri Lynn Hatcher néven született 1964. december 8-án Palo Altóban, Kaliforniában. Édesanyja számítógép programozó, édesapja atomfizikus. 
Sunnyvale-ben nőtt fel Kaliforniában. Kislánykorában a San Juan Lányai Balett stúdió táncosa volt, majd művészi pályafutását az American Conservatory Theater színész tanoncaként folytatta. 1984-ben a San Franciscó-i amerikai focicsapat pom-pom lányaként kereste kenyerét. 
1993-ban kapta meg egyik legfontosabb televíziós szerepét a Lois és Clark: Superman legújabb kalandjai című sorozatban. Ezután jöttek a filmszerepek: Két nap a völgyben (1996), A pillangó tánca (1996), A holnap markában (1997) és a Kémkölykök (2001).

## Magánélete
1985–1988 között Richard Dean Andersonnal járt. 1988. június 4-én hozzáment első férjéhez, Marcus Leitholdhoz. A frigy egy évig tartott, 1989-ben elváltak útjaik. 
Második házasságát Jon Tenney színésszel kötötte 1994. május 27-én. Gyermekük, Emerson Rose 1997. november 10-én született. 2003 márciusában Teri másodszor is elvált. 

## Filmográfia

### Film
| Év   | Magyar cím                  | Eredeti cím                  | Szerep                                 | Magyar hang       |
| ---- | --------------------------- | ---------------------------- | -------------------------------------- | ----------------- |
| 1989 | A nagy film                 | The Big Picture              | Gretchen                               |                   |
| 1989 | Tango és Cash               | Tango & Cash                 | Katherine 'Kiki' Tango                 | Hegyi Barbara     |
| 1991 | Folytatásos forgatás        | Soapdish                     | Ariel Maloney                          |                   |
| 1992 | Egyenes beszéd              | Straight Talk                | Janice                                 |                   |
| 1993 | Agydaráló                   | Brainsmasher... A Love Story | Samantha Crain                         | Farkasinszky Edit |
| 1994 |                             | The Cool Surface             | Dani Payson                            |                   |
| 1994 | Megkötözve                  | All Tied Up                  | Linda Alissio                          | Somlai Edina      |
| 1996 | Halott lány                 | Dead Girl                    | járókelő                               |                   |
| 1996 | A pillangó tánca (Zsaruvér) | Heaven's Prisoners           | Claudette Rocque                       |                   |
| 1996 | Két nap a völgyben          | 2 Days in the Valley         | Becky Foxx                             | Farkasinszky Edit |
| 1997 | A holnap markában           | Tomorrow Never Dies          | Paris Carver                           | Igó Éva           |
| 1999 |                             | Fever                        | Charlotte Parker                       |                   |
| 2001 | Kémkölykök                  | Spy Kids                     | Ms. Gradenko                           | Tóth Auguszta     |
| 2002 | A sors keze                 | A Touch of Fate              | Megan Marguilas                        |                   |
| 2007 | Viszlát, Bajnok!            | Resurrecting the Champ       | Andrea Flak                            | Hegyi Barbara     |
| 2009 | Coraline és a titkos ajtó   | Coraline                     | Coraline anyja / a másik anya (hangja) | Pálfi Kata        |
| 2013 | Repcsik                     | Planes                       | Dottie (hangja)                        |                   |
| 2014 | Repcsik: A mentőalakulat    | Planes: Fire & Rescue        | Dottie (hangja)                        | Zakariás Éva      |
| 2016 |                             | Sundown                      | Janice Hoagland (anya)                 |                   |
| 2019 |                             | Madness in the Method        | Geena                                  |                   |

### Televízió
| Év        | Magyar cím                                 | Eredeti cím                                         | Szerep                        | Megjegyzések                                                     |
| --------- | ------------------------------------------ | --------------------------------------------------- | ----------------------------- | ---------------------------------------------------------------- |
| 1985–1986 | Szerelemhajó                               | The Love Boat                                       | Amy                           | 19 epizód                                                        |
| 1986–1987 |                                            | Capitol                                             | Angelica Stimac Clegg         | 5 epizód                                                         |
| 1986–1991 | MacGyver                                   | MacGyver                                            | Penny Parker                  | 7 epizód                                                         |
| 1987      |                                            | Karen's Song                                        | Laura Matthews                | 13 epizód                                                        |
| 1987      |                                            | Night Court                                         | Kitty                         | 1 epizód                                                         |
| 1988      |                                            | CBS Summer Playhouse                                | Lauri Stevens                 | 1 epizód                                                         |
| 1988      | Star Trek: Az új nemzedék                  | Star Trek: The Next Generation                      | Bronwyn Gail Robinson hadnagy | 1 epizód (A galád Okona)                                         |
| 1989      |                                            | L.A. Law                                            | Tracy Shoe                    | 1 epizód                                                         |
| 1989      | Quantum Leap – Az időutazó                 | Quantum Leap                                        | Donna Eleese                  | 1 epizód                                                         |
| 1990      |                                            | Murphy Brown                                        | Madeline Stillwell            | 1 epizód                                                         |
| 1990      | Mesék a kriptából                          | Tales from the Crypt                                | Stacy                         | - 1 epizód (Síron túli bosszú) - magyar hangja: - Gubás Gabi     |
| 1991      |                                            | The Brotherhood                                     | Teresa Gennaro                | tévéfilm                                                         |
| 1991      |                                            | Sunday Dinner                                       | TT Fagori                     | 6 epizód                                                         |
| 1991      |                                            | Dead in the Water                                   | Laura Stewart                 | tévéfilm                                                         |
| 1991      |                                            | The Exile                                           | Marissa                       | 1 epizód                                                         |
| 1993–1997 | Lois és Clark: Superman legújabb kalandjai | Lois & Clark: The New Adventures of Superman        | Lois Lane                     | főszereplő (87 epizód)                                           |
| 1993–1998 | Seinfeld                                   | Seinfeld                                            | Sidra Holland                 | 3 epizód                                                         |
| 1998      | Mióta elmentél...                          | Since You've Been Gone                              | Maria Goldstein               | - tévéfilm - magyar hangja: - Hegyi Barbara - Németh Borbála     |
| 1998      | Frasier – A dumagép                        | Frasier                                             | Marie                         | 1 epizód                                                         |
| 2000      | Nehéz választás                            | Running Mates                                       | Shawna Morgan                 | tévéfilm                                                         |
| 2001      |                                            | Jane Doe                                            | Jane Doe                      | tévéfilm                                                         |
| 2003      | Médium – Veszedelmes erő                   | Momentum                                            | Jordan Ripps                  | - tévéfilm - magyar hangja: - Hegyi Barbara                      |
| 2004      | Két pasi – meg egy kicsi                   | Two and a Half Men                                  | Liz                           | 1 epizód                                                         |
| 2004–2012 | Született feleségek                        | Desperate Housewives                                | Susan Mayer                   | - főszereplő (180 epizód) - magyar hangja: - Hegyi Barbara       |
| 2010      | Smallville                                 | Smallville                                          | Ella Lane                     | 1 epizód                                                         |
| 2012      |                                            | Jane by Design                                      | Kate Quimby                   | 4 epizód                                                         |
| 2013–2014 | Jake és Sohaország kalózai                 | Jake and the Never Land Pirates                     | Beatrice LeBeak (hangja)      | 7 epizód                                                         |
| 2016–2017 | Furcsa pár                                 | The Odd Couple                                      | Charlotte                     | visszatérő szereplő (11 epizód)                                  |
| 2017      | Supergirl                                  | Supergirl                                           | Rhea (Daxami királynő)        | - visszatérő szereplő (8 epizód) - magyar hangja: - Timkó Eszter |
| 2018      |                                            | The Great Celebrity Bake Off for Stand Up to Cancer | önmaga                        | televíziós vetélkedő (1 epizód)                                  |
| 2018      |                                            | QI                                                  | önmaga                        | televíziós vetélkedő (1 epizód)                                  |
| 2023      | Fantasy Island – Az álmok szigete          | Fantasy Island                                      | Dolly                         | 1 epizód                                                         |